# Conchoecetes andamanicus
Conchoecetes andamanicus is een krabbensoort uit de familie van de Dromiidae. De wetenschappelijke naam van de soort is voor het eerst geldig gepubliceerd in 1900 door Alcock.